# 대한민국 상법 제376조
대한민국 상법 제376조는 결의취소의 소에 대한 상법 회사법의 조문이다.

## 조문
제376조 (결의취소의 소) (1) 총회의 소집절차 또는 결의방법이 법령 또는 정관에 위반하거나 현저하게 불공정한 때 또는 그 결의의 내용이 정관에 위반한 때에는 주주·이사 또는 감사는 결의의 날로부터 2월내에 결의취소의 소를 제기할 수 있다. 

(2) 제186조 내지 제188조, 제190조 본문과 제191조의 규정은 제1항의 소에 준용한다.

第376條 (決議取消의 訴) ① 總會의 召集節次 또는 決議方法이 法令 또는 定款에 違反하거나 顯著하게 불공정한 때 또는 그 決議의 내용이 定款에 위반한 때에는 株主·理事 또는 監事는 決議의 날로부터 2月內에 決議取消의 訴를 提起할 수 있다. 

②第186條 乃至 第188條, 第190條 本文과 第191條의 規定은 第1項의 訴에 準用한다.

## 같이 보기
- 결의취소의 소